# Levantamento de peso nos Jogos Pan-Americanos de 2019 - Até 96 kg masculino
A categoria até 96 kg masculino do levantamento de peso nos Jogos Pan-Americanos de 2019 foi disputada em 29 de julho  no Coliseo Mariscal Caceres, em Lima. 

## Calendário
Horário local (UTC-5).
| Data        | Horário | Fase    |
| ----------- | ------- | ------- |
| 29 de julho | 10:00   | Grupo B |
| 29 de julho | 14:30   | Grupo A |

## Medalhistas
| Ouro   | COL Jhonatan Rivas      |
| Prata  | CAN Boady Santavy       |
| Bronze | VEN Keydomar Vallenilla |

## Resultados
| Pos.              | Halterofilista          | Grupo | Arranque (kg) | Arremesso (kg) | Total (Kg) |
| ----------------- | ----------------------- | ----- | ------------- | -------------- | ---------- |
| Medalha de ouro   | COL Jhonatan Rivas      | A     | 175           | 210            | 385        |
| Medalha de prata  | CAN Boady Santavy       | A     | 176           | 208            | 384        |
| Medalha de bronze | VEN Keydomar Vallenilla | A     | 169           | 205            | 374        |
| 4                 | CUB Olfides Sáez        | A     | 160           | 206            | 366        |
| 5                 | BRA Serafim Veli        | A     | 170           | 195            | 365        |
| 6                 | VEN Angel Luna          | A     | 162           | 202            | 364        |
| 7                 | BRA Marco Gregório      | A     | 166           | 192            | 358        |
| 8                 | USA Nathan Damron       | A     | 160           | 195            | 355        |
| 9                 | ECU Wilmer Contreras    | A     | 156           | 195            | 351        |
| 10                | ARG Maximiliano Kienitz | B     | 148           | 180            | 328        |
| 11                | PUR Luis Lamenza        | B     | 145           | 175            | 320        |
| 12                | CHI Camilo Zapata       | B     | 136           | 175            | 311        |
| 13                | URU Enrique Juanico     | B     | 132           | 155            | 287        |
| 14                | ESA Juan Carlos Álvarez | B     | 125           | 160            | 285        |
| 15                | PER Amel Atencia        | B     | 123           | 160            | 284        |
| 16                | CRC Mario Araya         | B     | 120           | 156            | 276        |